# Deopalpus flavicornis
Deopalpus flavicornis là một loài ruồi trong họ Tachinidae.